# Светски дан младих
Светски дан младих је догађај за младе који организује Католичка црква, а покренуо га је папа Јован Павле II 1985. године. За прву прославу 1986. године, бискупи су позвани да закажу годишњи омладински догађај који би се одржавао сваког празника Цвети у њиховим епархијама. Надимак „Католички Вудсток“, слави се на епархијском нивоу сваке године - у већини места на Цвети од 1986. до 2020. године, а од 2021. на Недељу Христа Краља - и на међународном нивоу сваке две до четири године на различитим локацијама. Завршна миса Светског дана младих 1995. године на Филипинима поставила је светски рекорд са највећим бројем људи окупљених на једном верском догађају од 5 милиона посетилаца. Овај рекорд је надмашен када је 6 милиона људи присуствовало миси коју је служио папа Фрања — поново на Филипинима — 20 година касније, 2015. године.

## Традиционални процес
Најистакнутија и најпознатија традиционална тема је јединство и присуство бројних култура. Заставе и друге националне декларације се истичу углавном међу младима како би показали своје присуство на догађајима и прогласили сопствене теме католичанства. То се обично ради кроз појање и певање других националних песама које укључују католичку тему.
Током главних догађаја, ходочасници размењују националне предмете. Заставе, кошуље, крстови и друге католичке иконе носе се међу ходочасницима, а касније се размењују као сувенири са другим људима из различитих земаља. Јединство прихватања међу људима је такође уобичајено, где се све културе окупљају да би цениле једна другу.
Друге широко признате традиције укључују папино јавно појављивање, почевши од његовог доласка по граду у „папамобилу“, а затим и одржања његове последње мисе на том догађају. 
Папа Бенедикт XVI критиковао је тенденцију да се Светски дан младих дана посматра као нека врста рок фестивала; нагласио је да догађај не треба сматрати „варијантом модерне омладинске културе“, већ плодом „дугог спољашњег и унутрашњег пута“.

## Историја
Светски дан младих 1987. године одржан је у Буенос Ајресу, у Аргентини. Светски дан младих 1989. године одржан је у Сантијаго де Компостели, уШпанији, а 1991. године у Ченстохови, у Пољској. Светски дан младих 1993. године прослављен је у Денверу, у Колораду, САД.
На Светском дану младих 1995. године, 5 милиона младих окупило се у парку Лунета у Манили, на Филипинима, догађај који је Гинисова књига рекорда препознала као највећи скуп икада.
Светски дан младих 1997. одржан је у Паризу, 2000. одржан је у Риму, 2002. одржан је у Торонту, а 2005.  у Келну. Томас Габријел је за последњу мису 21. августа 2005. године компоновао Missa mundi (Мису света), представљајући пет континената стилом и инструментацијом, у европском Kyrie под утицајем стила Баха, јужноамеричке Gloria са гитарама и Пановим фрулама, азијски Credo са ситаром, афричким Sanctus са бубњевима и аустралијским Agnus Dei са диџеридуима.
Сиднеј, Аустралија, изабран је за домаћина прославе Светског дана младих 2008. године. 
Догађај је привукао 250.000 страних ходочасника у Сиднеј, а процењује се да је 400.000 ходочасника присуствовало миси коју је служио папа Бенедикт XVI 20. јула.
Након свете мисе на хиподрому Рандвик у Сиднеју 20. јула 2008. године, папа Бенедикт XVI је објавио да ће се следећи Међународни светски дан младих 2011. године одржати у Мадриду, у Шпанији. Овај догађај је одржан од 16. до 21. августа 2011. године.
Процењује се да је око 2.000.000 људи присуствовало целоноћном бдењу поводом завршетка недеље, што је више него што се очекивало.
Од 2002. године, Светски дан младих се одржава сваке три године. Након догађаја 2011. године, следећи Светски дан младих је заказан годину дана раније него обично, 2013. године у Рио де Жанеиру, Бразил, како би се избегао било какав сукоб са Светским првенством у фудбалу 2014. године које се одржава у 12 градова домаћина широм Бразила и Летњим олимпијским играма 2016. године које су се одржавале у Рио де Жанеиру. Више од 3 милиона католичке омладине окупило се на овом догађају из целог света.
Светски дан младих 2016. године одржан је у Кракову, у Пољској, а 2019. у Панами. а 2023. године у Лисабону, у Португалији.
Светски дан младих 2027. године биће у Сеулу, у Јужној Кореји, како је објавио папа Фрања током завршне мисе у парку Тежо у Лисабону. Одржаће се од 3. до 8. августа 2027. године.